# Dj Sky
Олег Бочкур — український ді-джей та саунд-продюсер більше відомий під псевдонімом DJ SKY. Резидент і співзасновник музичного лейблу UA House Records. Учасник клубного проекту «The Faino». Кар'єру діджея почав 1998 року. Спродюсував багато міксів, в тому числі в співавторстві з Dj Konstantin Ozeroff.
Автор радіошоу Pozitive Dance Show на радіостанціях DJFM, MFM, «Західний полюс», MixFm, відомий завдяки співпраці з артистами: Світлана Лобода, Настя Каменських, Время и Стекло, Макс Барських, Alekseev.

## Життєпис
- 2014 — DZIDZIO випустив CD диск «Хіти», в який увійшли 3-и ремікси Dj Konstantin Ozeroff та Dj Sky[1]
- 2015 — DZIDZIO випустив цифрову підбірку з 5 реміксів від Dj Konstantin Ozeroff та Dj Sky на свої треки.[1]
- 2016 — ремікс Dj Sky & Dj Konstantin Ozeroff на пісню Cher «Strong Enough» ввійшов у DVD-диск співачки[2]
- 2016 — спільно з Dj Konstantin Ozeroff створюють клубний проект «The Faino». Паралельно створюючи клубний проект для спільних виступів у клубах, граючи разом.
- 2016 виходить перший сингл проекту «Fly Like An Angel» з вокалом та словами Діани Королюк.[3]
- 2017 — перший виступ закордоном у клубі Domówka (Краків, Польща)
- 2017 — вийшла кавер-версія на пісню групи Фантом 2 — Двоє від Dj Konstantin Ozeroff & Dj Sky з вокалом Тараса Тополі[4]
- 2018 — ремікс на пісню Антитіла — TDME (The Faino Remix)[5]
- 2018 — на трек Dilemma — Тілом Тряси (The Faino) бере участь у конкурсі реміксів на радіостанції Kiss Fm, де в підсумку отримує титул найкращого.[6]
- 2018 гурт Нумер 482 випускає альбом ДРУ в якому присутній трек Добрий Ранок Україно (The Faino Remix)[7]
- 2018 — оновлений трек гурту Аква Віта — «А тепер усе інакше».[8]
- 2018 — виступив на фестивалі Карпатський Простір (Палац Потоцького)
- 2018 — виступив на фестивалі Atlas Weekend (Burn Stage)
- 2018 — виходить україномовний годинний мікс до Дня Незалежності України виключно з авторських робіт[9]
- 2019 — виступив у складі клубного проекту The Faino на Aftreparty кінопремії «Золота Дзиґа-2019»
- 2019 — виступив на відкритті фестивалю Андерхілл[10]
- 2019 — виступив на відкритті фестивалю Карпатський Простір з годинним україномовним міксом виключно з авторських реміксів[11]
- 2019 — ремікс перемагає у конкурсі реміксів на пісню Сергій Бабкін — Моє кохання[12]
- 2019  — виступив на фестивалі автомотоавіатехніки «МСЛ Drive for Life Fest»[13]
- 2019  — україномовний годинний мікс до Дня Незалежності України виключно з авторських робіт[14]
- 24 серпня 2019 — виступив на озері Синевир, записавши україномовний мікс до дня Незалежності України[15]
- 2019  — ремікс Руся — «Будь що буде»[16]
- 2019  — ремікс на трек NK — Elefante

## Нагороди та премії
- 2010 — 2 місце битви ді-джеїв «Movida Corona»[джерело?]
- 2011 — West Night Life Awards «Best Producer House Music»[джерело?]
- 2012 — West Night Life Awards «Best Producer House Music»[джерело?]
- 2012 — West Night Life Awards «Best Dj Івано-Франківської області»[17]
- 2013 — West Night Life Awards «Best Dj Івано-Франківської області»[джерело?]
- 2013 — West Night Life Awards «Best Producer House Music»[джерело?]
- 2014 — West Night Life Awards «Best Producer House Music»[джерело?]
- 2016 — West Night Life Awards «Best Project» (The Faino)[18]
- 2017 — West Night Life Awards «Best Project» (The Faino)[джерело?]

## Співпраця з артистами
- Dzidzio
- Loboda
- Alyosha
- Monatik
- NK (Настя Каменских)
- Время и Стекло
- Mozgi
- Макс Барских
- Alekseev
- Тарас Тополя (Антитіла)
- Tayana
- Олег Скрипка
- Марія Яремчук
- Сергій Бабкін
- Один В Каное
- On i Ona
- Бамбинтон
- Kazka
- Нумер 482
- Злата Огнєвіч
- Marietta Ways
- Поліна Крупчак[19]

## Радіо
- 2009—2013 резидент Західний Полюс[20]
- 2012—2014 резидент DJFM[21]
- 2014—2016 резидент Mfm Station [Архівовано 3 травня 2022 у Wayback Machine.][22]